# Heiliger See (Brandenburg an der Havel)
Der Heilige See ist ein See im Westen des Landes Brandenburg im Stadtgebiet Brandenburgs an der Havel. Uferort ist der Stadt- und Ortsteil Kirchmöser.

## Beschreibung
Kirchmöser Dorf im Südwesten, Kirchmöser Ost im Osten und Kirchmöser West im Norden schließen den Heiligen See ein. Er liegt im Brandenburger Stadtseenbecken. Das Restseenbecken des Heiligen Sees ist durch Verlandungen vor allem am westlichen Ufer gekennzeichnet. Ein für die Durchfahrt von Booten gesperrter Graben verbindet als Abfluss den Heiligen See mit dem Möserschen See im Osten. Einen natürlichen Zufluss hat der See nicht. Jedoch enden einige Entwässerungsgräben in ihm.
Der Name, im Jahr 1589 „nach der heiligen Sehe“, deutet auf kirchlichen Besitz des Gewässers hin. Der Heilige See hat eine Größe von etwa 55 Hektar, eine maximale Tiefe von etwa 3 Meter und ein Volumen von etwa 1 Million Kubikmeter. Er wird als Zander- beziehungsweise als Aal-Hecht-Zander-See eingruppiert. Fischwirtschaftlich ist er jedoch als Karpfen-Intensivgewässer geführt.